# Sinfonia n. 2 (Schubert)
La Sinfonia n. 2 in Si bemolle maggiore D 125 fu composta da Franz Schubert tra dicembre 1814 e  marzo 1815. La durata di esecuzione è attorno ai 35 minuti.

## Storia
Un anno dopo aver completato la sua prima sinfonia, Schubert si accinse a comporre un nuovo lavoro; scrisse il primo movimento fra il 10 e il 26 dicembre 1814, pensandolo forse come una pagina singola, probabilmente un'ouverture. In un secondo momento lo utilizzò come inizio di una sinfonia che terminò in circa quattro mesi il 24 marzo 1815. Il giovanissimo musicista attraversava un periodo di grande attività compositiva; il giorno dopo aver terminato la sinfonia si accinse alla stesura del Quartetto per archi in Sol minore, dopo poco tempo iniziò a comporre la terza sinfonia in Re maggiore e contemporaneamente realizzò numerosi lieder per voce e pianoforte fra cui Il re degli Elfi.
La sinfonia non ebbe mai un'esecuzione pubblica durante la vita di Schubert, come del resto tutte le pagine sinfoniche del compositore. Probabilmente ebbe qualche esecuzione in abitazioni private grazie all'opera di orchestre di musicisti dilettanti fra il 1815 e il 1820, come risulterebbe da diversi spartiti orchestrali ritrovati in seguito in queste abitazioni. La prima vera esecuzione pubblica avvenne solo il 20 ottobre 1877 al Crystal Palace di Londra con la direzione di August Manns.

## Struttura e analisi
La sinfonia si divide in quattro movimenti.
1. Largo Si bemolle maggiore - Allegro vivace. Si bemolle maggiore
2. Andante Mi bemolle maggiore
3. Minuetto Allegro vivace, Do minore - Trio. Mi bemolle maggiore
4. Presto Si bemolle maggiore (in 2/4)

La composizione, anche se presenta diverse analogie con la sinfonia precedente, ha un profilo ben delineato e meno generico. La sua caratteristica principale è la presenza di un vivo ottimismo, connotato da modalità vigorose e giovanili. L'orchestrazione presenta già molte caratteristiche della mano schubertiana, in particolare nell'impiego particolare dei legni.
L'apertura della sinfonia nella parte dei violini.
- Il primo movimento inizia con un Largo d'introduzione che precede il tema dell'Allegro vivace; il Largo presenta analogie con l'inizio della Sinfonia in Mi bemolle maggiore di Mozart mentre l'Allegro è basato, molto liberamente, su aspetti corrispondenti del primo tema dell'ouverture de Le creature di Prometeo di Ludwig van Beethoven.[1] Il movimento è molto ampio tanto che lo sviluppo giunge a una fase molto inoltrata, preponendo inoltre, in modo insolito, temi molto differenti tra di loro tra cui un Largo molto cantabile e un motivo costruito su uno staccato di grande vivacità.

- Il secondo movimento è un tema con cinque variazioni in Mi bemolle maggiore, l'unico esempio di variazioni per orchestra dell'autore. L'ispirazione è chiaramente mozartiana anche se le caratteristiche stilistiche di Schubert appaioni evidenti.[4] Nonostante la melodia subisca qualche trasformazione, le modifiche si concentrano più sulla strumentazione e sui colori orchestrali di ciascun episodio. La prima variazione include violini e fiati; la seconda passa il tema fra gli archi bassi e i legni; la terza è nuovamente espressa da violini e fiati; la quarta, in Do minore, prevede un'incalzare nel ritmo grazie all'uso di terzine di sedicesimi; la quinta mantiene la configurazione ritmica della precedente, ma le terzine vanno a realizzare uno sfondo alla melodia ritornata ormai vicina alla sua configurazione originale, quasi come una Ricapitolazione. La coda conclude l'Andante.

- Il minuetto in Do minore è un bravo insolitamente vigoroso e marziale ed è, per quasi la sua intera durata, un tutti in fortissimo. Contrasta invece con il Trio in Mi bemolle maggiore, strumentato con più leggerezza, coinvolgendo solo fiati, violini e bassi pizzicati. La melodia del trio, sostenuta dall'oboe e ripresa dal clarinetto, non è altro che una variazione del tema dell'Andante che crea un ponte melodico e armonico (da Mi bemolle maggiore a Do minore) fra i due movimenti interni.

- Il finale Presto è un movimento molto veloce in 2/4, dominato da una grande vitalità; numerosi contrasti dinamici movimentano il brano, passando da un pianissimo a un fortissimo e attuando diverse sfasature di metro. Anche se in forma-sonata il brano si svincola dalla tradizione presentando sorprese, a tratti anche connotazioni un po' frivole.[1]

## Organico
La sinfonia è strumentata per un'orchestra composta di due flauti, due oboi, due clarinetti, due fagotti, due corni, due trombe, due timpani in Si♭ e in Fa e archi (due sezioni di violini, viole, violoncelli e contrabbassi).